# المغاير (جرابلس)
المغاير أو قرق مغار كما تعرف محليّاً، قرية سوريّة تتبع إداريّاً لمحافظة حلب منطقة جرابلس ناحية مركز جرابلس، بلغ تعداد سكانها 1,054 نسمة حسب التعداد السكاني لعام 2004.